# Stefan Kalinowski

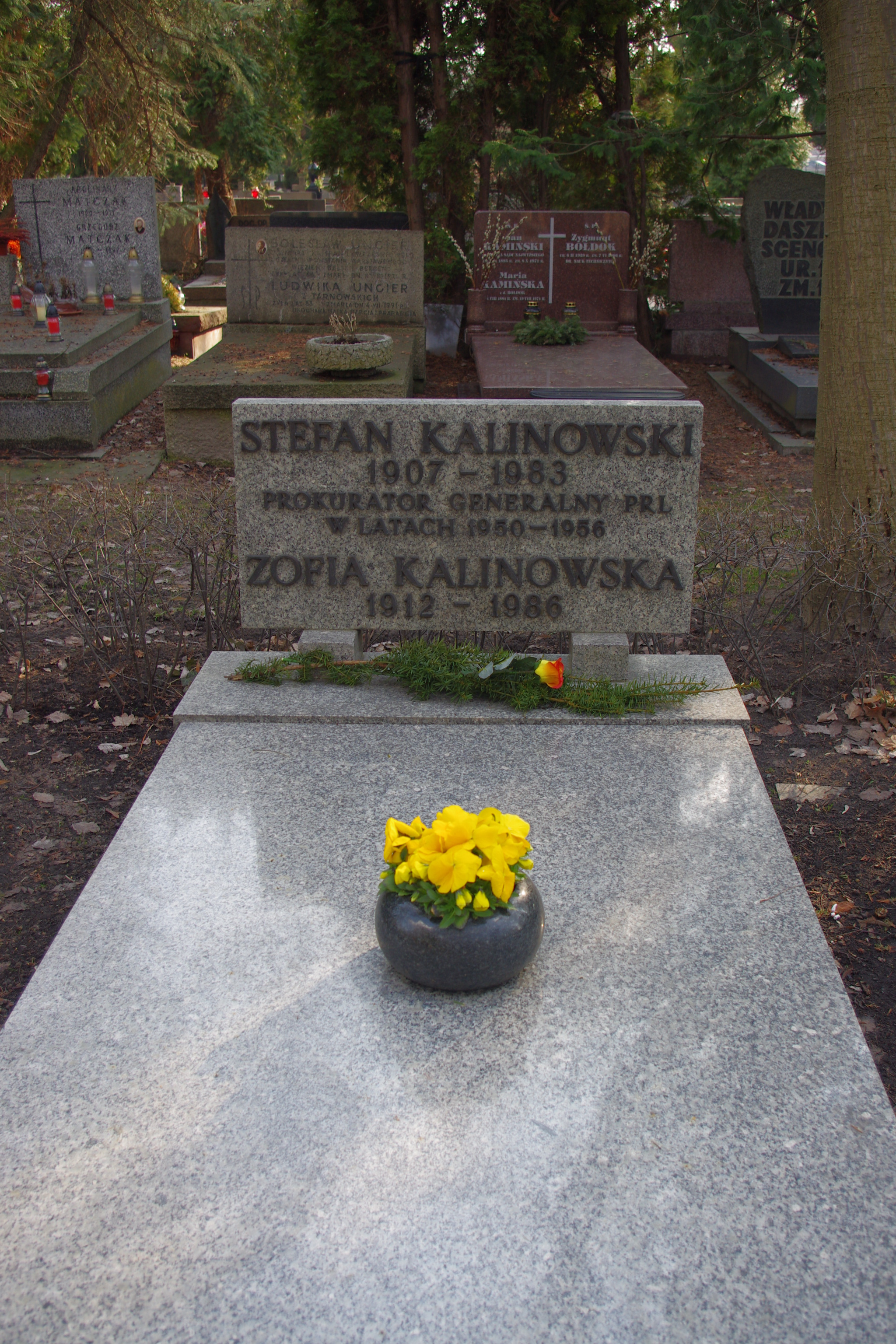
Grób prokuratora generalnego Stefana Kalinowskiego (1907-1983) na Wojskowych Powązkach w Warszawie

Stefan Kalinowski (ur. 2 września 1907 w Warszawie, zm. 30 grudnia 1983 tamże) – polski polityk, działacz komunistyczny, poseł na Sejm PRL I kadencji, prokurator generalny od 9 września 1950 do 20 kwietnia 1956.

## Życiorys
Syn tramwajarza Aleksandra i Marianny z Rutkowskich. Skończył 4 klasy gimnazjum, później był zecerem. Od 1930 członek MOPR, a od 1935 KPP. Przewodniczący Komisji Kulturalno-Oświatowej w Związku Zawodowym Pracowników Komunalnych i Instytucji Użyteczności Publicznej. Uczestnik strajków i demonstracji robotniczych z lat 1931–1936. Od września 1939 we Lwowie, a od 1940 w Stalińsku, gdzie pracował w hucie im. Stalina. Od 1941 przewodniczący Rady Zakładowej. Od czerwca 1943 oficer oświatowy 1 DP. im. T. Kościuszki. Uczestnik bitwy pod Lenino. Od 1944 pracował w Wydziale Organizacyjnym i Wydziale Zawodowym KC PPR. Organizował administrację PKWN. Od 20 grudnia 1944 pracownik Komitetu Warszawskiego PPR, którego w maju 1945 został I sekretarzem. 1946–1950 zastępca przewodniczącego,  od 1948 do 1950 r. dyrektor Biura Wykonawczego Komisji Specjalnej do Walki z Nadużyciami i Szkodnictwem Gospodarczym. 24 lipca 1950 został Prokuratorem Generalnym.
Był znany jako kontynuator stylu pracy w prokuraturze sprzyjającego łamaniu praworządności – zastępcy naczelnego prokuratora wojskowego Henryka (Hersza) Podlaskiego, co było przedmiotem badania Komisji powołanej dla zbadania przejawów łamania praworządności przez pracowników Generalnej Prokuratury i Prokuratury m.st. Warszawy. Komisja w swoim sprawozdaniu z 11 kwietnia 1957 stwierdziła, że zwolnienie Stefana Kalinowskiego z zajmowanego stanowiska było słuszne i uzasadnione. Porównując Podlaskiego do Kalinowskiego, komisja dodała, że ten pierwszy niewątpliwie przewyższał wiedzą fachową, wykształceniem, ogólną inteligencją i śmiałością decyzji Kalinowskiego.
Od 1954 do 1959 był członkiem KC PZPR. W latach 1945–1947 poseł do Krajowej Rady Narodowej, reprezentując Polską Partię Robotniczą. Od 1952 do 1956 poseł na Sejm. Odznaczony m.in. Orderem Sztandaru Pracy I klasy oraz Krzyżem Oficerskim (1947) i Krzyżem Komandorskim z Gwiazdą Orderu Odrodzenia Polski. Dzień przed śmiercią, 29 grudnia 1983 znalazł się na liście wyróżnionych Pamiątkowym Medalem z okazji 40 rocznicy powstania Krajowej Rady Narodowej.
Był dwukrotnie żonaty. W 1931 poślubił Wandę Piotrowską a w 1948 r. Zofię Pogorzelską (1912-1986). Pochowany na Cmentarzu Wojskowym na Powązkach w Warszawie (kwatera A32-tuje-13).